# Jijel
Jijel (cunoscut și sub denumirile de Djidjelli, Gigeri, Gigery)  este un oraș  în  Algeria. Este reședința  provinciei  Jijel.